# سیاست در سوئد
سیاست در سوئد حکومت پادشاهی مشروطه با نظام پارلمانی و دموکراسی نیابتی است و پادشاه رئیس حکومت محسوب می‌شود که در حال حاضر کارل گوستاف شانزدهم پادشاه این کشور است.
قدرت اجرایی توسط هیئت دولت اعمال می‌شود که نخست‌وزیر در رأس آن قرار دارد و مسئول دولت است. قانون‌گذاری به پارلمان و دولت محول شده‌است. قوه قضائیه نیز کاملاً مستقل است و اعضای آن توسط دولت منصوب می‌شوند و تا زمان بازنشستگی، مشغول به کار خواهند بود.

## قانون اساسی
قانون اساسی سوئد، نحوهٔ حاکمیت در کشور را تعریف می‌کند. در قانون اساسی، رابطهٔ میان تصمیم‌گیری و قدرت اجرایی و نیز حقوق اساسی و آزادی‌های شهروندان، مشخص شده‌است. تغییر یا اصلاح قانون اساسی نسبت به سایر قوانین، دشوارتر است. اصلاح یا فسخ قانون اساسی تنها در صورتی امکان دارد که پارلمان سوئد (ریکسداگ) در دو دورهٔ متوالی، اصلاحات مشخص و واحدی را تصویب کند و یک انتخابات عمومی در میان این دو دوره نیز برگزار شود. هیچ قانون یا فرمان دیگری نباید با قانون اساسی تعارض داشته‌باشد. سوئد دارای چهار قانون بنیادی است که روی‌هم‌رفته، قانون اساسی را تشکیل می‌دهند:
1. قانون نظام حکومت (مصوب ۱۹۷۴): قانون نظام حکومت یا ابزار حکومت (Instrument of Government) حق شهروندان را مبنی بر دستیابی به اطلاعات، برگزاری راهپیمایی، تشکیل احزاب سیاسی و انجام مراسم مذهبی تضمین می‌کند. نظام حکومت همچنین شامل اصول اساسی ساختار حکومت سوئد است.
2. قانون آزادی مطبوعات (مصوب ۱۹۴۹): قانون آزادی مطبوعات، حمایت از آزادی بیان نوشتاری را تضمین می‌کند. اصل اساسی مهم دیگر، اصل دسترسی عمومی به اسناد رسمی است. تمام افراد می‌توانند اسناد دولتی را مطالعه کنند. دلیل این امر، تضمین جامعهٔ باز و دارای آگاهی نسبت به کار پارلمان سوئد، دولت و سازمان‌های دولتی است.
3. قانون آزادی بیان (مصوب ۱۹۹۱): این قانون هم مانند قانون آزادی مطبوعات، توزیع آزاد اطلاعات را تصریح می‌کند و سانسور را ممنوع می‌سازد. این قانون، رسانه‌هایی مثل رادیو و تلویزیون را پوشش می‌دهد.
4. قانون جانشینی در سلطنت (مصوب ۱۸۱۰): در قانون جانشینی آمده‌است که سوئد دارای یک پادشاه یا ملکه به عنوان رئیس حکومت خواهد بود و نحوهٔ جانشینی او نیز مشخص شده‌است. پادشاه سوئد هیچ‌گونه قدرت سیاسی ندارد.

## نظام دموکراتیک
سوئد دارای نظام دموکراتیک پارلمانی است، یعنی تمام قدرت حکومتی ناشی از مردم است. مدل مدیریت دولتی در سوئد شامل سه سطح است: سطح ملی، سطح منطقه‌ای و سطح محلی. پارلمان سوئد، دولت و سازمان‌های دولتی، سطح ملی را تشکیل می‌دهند. شوراهای استانی سطح منطقه‌ای را شکل می‌دهند و سطح محلی شامل شهرداری‌هاست. شوراهای استانی و شهرداری‌ها از درجهٔ بالای استقلال برخوردارند و می‌توانند تصمیمات خاص خود را بگیرند و مالیات را خودشان تعیین کنند. اصل بنیادی استقلال شهرداری در قانون اساسی آمده‌است.

## قوهٔ مجریه
|  | شاه      | کارل گوستاف شانزدهم |          | ۱۵ سپتامبر ۱۹۷۳ |  |
|  | نخست‌وزیر | اولْف کریسترسون      | میانه رو | ۱۸ اکتبر ۲۰۲۲   |  |

### رئیس حکومت
- کارل گوستاف شانزدهم از خاندان برنادوت در سال ۱۹۷۳ میلادی شاه سوئد شد. اختیارات وی، نمادین و تشریفاتی هستند.
- ولیعهد وی، شاهزاد ویکتوریا است که از سال ۱۹۸۰ میلادی به این سمت منصوب شده‌است.

### رئیس دولت
- پس از انتخابات سراسری که در ۲۶ سپتامبر ۲۰۱۴ برگزار شد، استفان لوون از حزب کارگران سوسیال دموکرات در ۲ اکتبر همان سال از طرف پارلمان به‌عنوان نخست‌وزیر برگزیده‌شد.
- معاون نخست‌وزیر از حزب سبز، ایزابلا لووین است.[۲]

### دولت
هیئت دولت را حزب یا مجموعه‌ای از احزاب تشکیل می‌دهند که بیش از ۱۷۵ (از میان ۳۴۹) کرسی در پارلمان دارند. نخست‌وزیر مسئول انتصاب وزیران است که روی‌هم‌رفته، کابینه را تشکیل می‌دهند. نخست‌وزیر همچنین فعالیت‌های کابینه را هماهنگ می‌کند و مسئولیت نهایی سیاست دولت را برعهده دارد. بسیاری از وزیران (البته نه همهٔ آن‌ها) ریاست وزارت‌خانه‌های مربوطه را برعهده دارند. روش حاکمیت که در قانون اساسی آمده‌است، مستلزم آن است که تصمیمات باید به‌صورت جمعی اتخاذ شوند. وزارت‌خانه‌ها فقط در صورتی می‌توانند مستقل تصمیم بگیرند که موضوع تصمیم فقط مربوط به یک وزارت‌خانهٔ خاص باشد.
وزارتخانه‌ها باید ابزاری کارآمد و شایسته در دست دولت باشند تا بتواند وظیفهٔ حاکمیت بر ملت و اجرای سیاست‌ها را به‌درستی انجام دهد. وزارتخانه‌ها و نهادهای دیگر هیئت دولت حدود ۴٫۵۰۰ کارمند دارند که حدود ۲۰۰ نفر از آن‌ها به‌شکل سیاسی منصوب می‌شوند. آن کارمندانی که به شکل سیاسی منصوب نمی‌شوند، در صورت تغییر دولت، ابقا می‌شوند.